# Somewhere Back in Time: The Best of: 1980–1989
Somewhere Back in Time: The Best of: 1980-1989 – album kompilacyjny brytyjskiej grupy Iron Maiden, wydany 12 maja 2008 w formacie CD oraz podwójnej płyty obrazkowej. Zawiera popularne utwory zespołu z tak zwanego złotego okresu grupy przypadające na okres od 1980 do 1989 roku. 
Okładkę stworzył Derek Riggs na której widać nawiązanie do dwóch okładek zespołu, takich jak Powerslave i Somewhere in Time. Sam Derek Riggs współpracował wcześniej z zespołem w ich najlepszych latach popularności.

## Lista utworów
1. „Churchill's Speech” – 0:49
2. „Aces High” – 4:36
3. „2 Minutes to Midnight” – 6:00
4. „The Trooper” – 4:11
5. „Wasted Years” – 5:06
6. „Children of the Damned” – 4:35
7. „The Number of the Beast” – 4:53
8. „Run to the Hills” – 3:53
9. „Phantom Of The Opera” (live) – 7:21
10. „The Evil That Men Do” – 4:34
11. „Wrathchild” (live) – 3:07
12. „Can I Play with Madness” – 3:31
13. „Powerslave” – 6:47
14. „Hallowed Be Thy Name” – 7:12
15. „Iron Maiden” (live) – 4:50